# Мікробіом

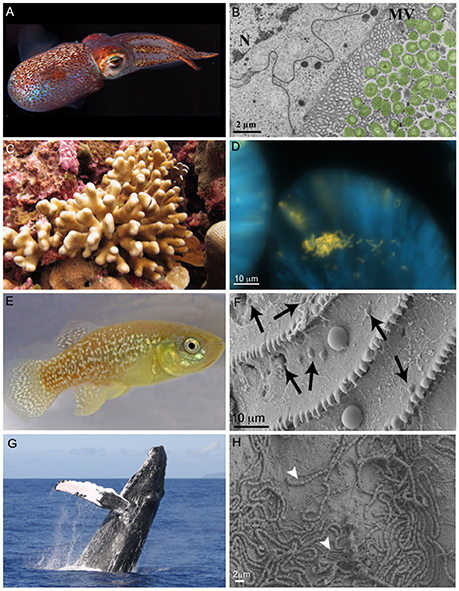
Морські тварини та пов'язані з ними мікробіоми

Мікробіом ( дав.-гр.  μικρός (βίος (bíos) «life») — спільнота мікроорганізмів, які зазвичай живуть разом у якомусь середовищі існування. Синоніми — мікрофлора, мікробіота. До можливих представників екосистеми мікробіому відносять бактерії, археї, гриби, водорості, дрібні найпростіші, бактеріофаги, віруси, плазміди та їхній відокремлений генетичний матеріал.
Важливою є роль, яку відіграють вторинні метаболіти в опосередкуванні складних міжвидових взаємодій мікроорганізмів в мікробіомі. Відчуття кворуму, викликане вторинними метаболітами, дозволяє бактеріям контролювати спільну діяльність і адаптує їхні фенотипи до біотичного середовища, що призводить, наприклад, до адгезії між клітинами або утворення біоплівки.

## Етимологія та термінологія
Слово мікробіом походить від лат. micro, що означає «маленький» і лат. bíos, що означає «життя»).
Одне з перших визначень терміну вперше запропоновано JL Mohr у 1952 році в The Scientific Monthly для позначення мікроорганізмів, знайдених у певному середовищі.
У 1988 році було запропоновано визначення терміну «певне мікробне співтовариство, що займає досить чітко визначене середовище проживання, яке має відмінні фізико-хімічні властивості»в.
У 2020 році міжнародна група експертів опублікувала результати своїх дискусій щодо визначення мікробіому. Вони запропонували визначення мікробіому, засноване на відродженні «компактного, чіткого та вичерпного опису терміну», 1988 року, але доповнений двома пояснювальними абзацами. Перший пояснювальний абзац висловлює динамічний характер мікробіому, а другий пояснювальний параграф чітко відокремлює термін мікробіота від терміна мікробіом .

### Мікробіом і мікробіота
Ці терміни часто використовуються як синоніми. Але вони мають дещо інші тлумачення.
Мікробіом — сукупність усіх мікроорганізмів та їхніх генів у певному середовищі (частіше, у всьому організмі). Мікробіота — це сукупність тільки мікроорганізмів (без генів) у певному середовищі (флора кишечника, мікробіота шкіри).

### Книги
- Follow your gut: the enormous impact of tiny microbes. / Knight, Rob, 2015. — Simon & Schuster. ISBN 978-1-4423-7588-8.

### Журнали
- Nature Reviews Microbiology
- Microbiome
- Gut Microbes
- Bioscience of Microbiota, Food and Health

### Відео
- Як наші мікроби роблять нас тими, ким ми є — Роб Найт, TED, 2014. (укр. субтитри)
- Як їжа, яку ви їсте, впливає на ваш кишківник — Шилпа Равелла, TED, 2017.
- Як кишкові мікроби, з якими ви народилися, впливають на ваше здоров'я протягом усього життя — Хенна-Марія Уусітупа, TED, 2020.